# Albrechtice nad Orlicí
Albrechtice nad Orlicí (v letech 1850–1890 a od 1. ledna 1981 do 23. listopadu 1990 Albrechtice, německy Albrechtsdorf an der Adler) jsou obec v okrese Rychnov nad Kněžnou v Královéhradeckém kraji. Žije zde přibližně 1 000 obyvatel. Leží sedmnáct kilometrů jihovýchodně od okresního města Hradec Králové.

## Historie
Obec Albrechtice nad Orlicí leží na soutoku Tiché a Divoké Orlice, obklopena borovými lesy.
První písemná zmínka o obci pochází Dalimilovy kroniky, kde je popsána bitva rytíře Mutině Skuhrovského s Němci u Albrechtic roku 1279. Albrechtice byly součástí chvojenského panství, které v dubnu 1336 zastavil král Jan Lucemburský za 2 000 kop grošů bratrům Jindřichu, Janu a Pertoldu z Lipé, poté před rokem 1340 získal toto panství dědičně Jindřich II. z Lichtenburka a před rokem 1358 přešlo na pány ze Šternberka. Za dob krále Karla IV. (1346–1378) byly Albrechtice povýšeny na městečko. Od roku 1403 je držel Jan Krušina IV. z Lichtenburka, který je spolu s hradem a vším příslušenstvím získal zástavou od krále Václava IV. za 2 000 kop grošů.
Ve 14.–15. století stával v obci dřevěný hrad. O jeho přesné poloze nebo velikosti albrechtického hradu se záznamy nedochovaly. Předpokládá se ale, že stával v centru dnešní obce. Byl založen za vlády Vartenberků ve druhé polovině 14. století. První písemná zmínka pochází z roku 1398, kdy hrad získal od Václava IV. do zástavy markrabě Prokop. Hrad býval v majetku českých královen, roku 1411 patřil Žofii (manželce Václava IV.), pak od roku 1437 patřil hrad Barboře (manželce Zikmunda Lucemburského). V roce 1495 hrad získal Vilém z Pernštejna, jeho syn Vojtěch pak spojil Albrechtice s Pardubicemi a následně, roku 1560 prodal královské komoře (za Maxmiliána II.). Někdy v této době hrad pravděpodobně zanikl. Podle některých zdrojů zanikl buď za husitských válek či během vpádu uherských vojsk do východních Čech v létě 1470.
Obec je součástí mikroregionu Poorlicko, oblasti Orlické hory a Podorlicko.

## Přírodní poměry
Celková katastrální plocha obce je 523 hektarů, z toho je šestnáct procent orná půda. Více než polovina výměry obce jsou lesy, především borové.
Vesnice stojí ve Orlické tabuli u hranice přírodního parku Orlice. Podél východního a severního okraje vsi protéká řeka Orlice. Jihovýchodně a severně od vesnice do jejího správního území zasahují části přírodní památky Orlice.

## Obyvatelstvo
| Rok            | 1869 | 1880 | 1890 | 1900 | 1910 | 1921 | 1930 | 1950 | 1961  | 1970 | 1980  | 1991  | 2001 | 2011  | 2021  |
| -------------- | ---- | ---- | ---- | ---- | ---- | ---- | ---- | ---- | ----- | ---- | ----- | ----- | ---- | ----- | ----- |
| Počet obyvatel | 335  | 393  | 403  | 442  | 581  | 656  | 877  | 908  | 1 052 | 981  | 1 000 | 1 012 | 990  | 1 016 | 1 044 |
| Počet domů     | 41   | 47   | 52   | 65   | 86   | 112  | 167  | 200  | 226   | 225  | 232   | 274   | 291  | 323   | 342   |

## Obecní správa
Mezi lety 1850–1980 Albrechtice nad Orlicí byly obcí v okrese Pardubice (1850–1930), posléze v okrese Holice (1950) a později opět v okrese Rychnov nad Kněžnou. Od 1. ledna 1981 do 23. listopadu 1990 patřily jako část města k Týništi nad Orlicí a od 24. listopadu 1990 jsou opět samostatnou obcí.

### Obecní symboly
Znak a vlajka byly obci uděleny rozhodnutím předsedy Poslanecké sněmovny Parlamentu České republiky dne 19. ledna 1995.

## Hospodářství
V Albrechticích je mateřská i základní škola (jen nižší stupeň). V obci je fotbalové i volejbalové hřiště a tenisové kurty v areálu Sokolovny. Na křižovatce ulic 1. Máje a Pardubická je každý pátek odpoledne otevřena knihovna, v nedaleké místní samoobsluze najdeme poštu. V obci jsou dvě restaurace: Restaurace u Krbů a hospůdka na hřišti v Borku.
Malá vodní elektrárna v obci je v provozu od roku 1925. Její výstavba začala už o tři roky dříve. V letech 1922–1923 se stavěl jez na řece Orlici, v následujících letech pak vlastní elektrárna. Od té doby je až na krátké přestávky stále v provozu. Tři Francisovy turbíny pracují výkonem 400 kW.

## Společnost
V roce 2010 zde byl výrazně zrekonstruován domov důchodců, který se se svou kapacitou 81 lůžek stal jedním z významných pečovatelských domů pro pacienty s Alzheimerovou chorobou.

### Škola
Základní škola Albrechtice nad Orlicí zahrnuje pouze nižší stupeň, tedy od 1. do 5. třídy. V areálu školy je také školní družina a mateřská škola a dětské venkovní hřiště.
Učitelé se snaží udržovat nebo obnovovat venkovské tradice – školáci pravidelně vynášejí Moranu nebo se zapojují do masopustního průvodu. Děti se každoročně účastní také ekologických aktivit v rámci Dne Země, v areálu školy se pořádají dětské dny.

### Sport

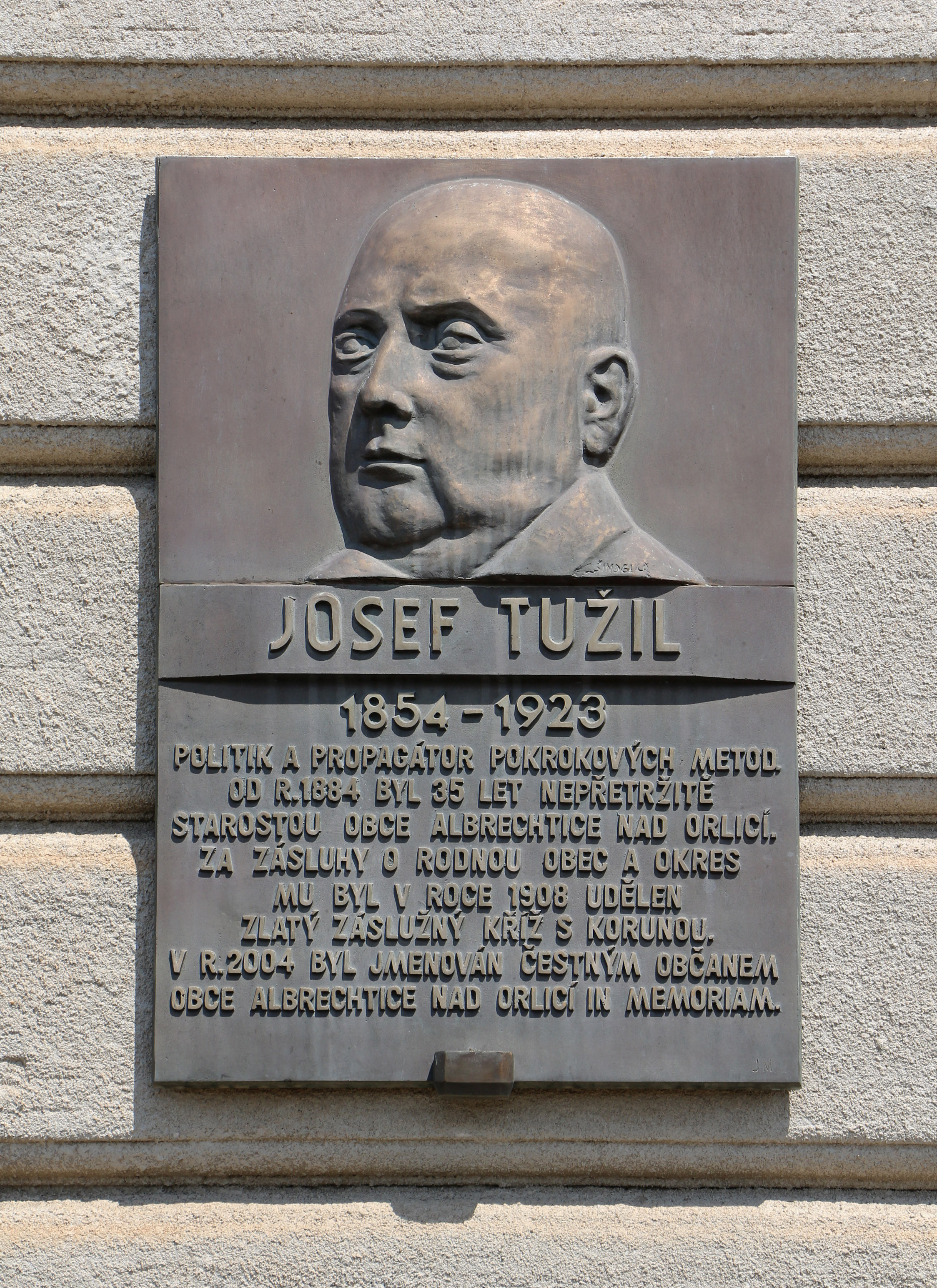
Pamětní deska Josefu Tužilovi

Fotbal má v Albrechticích už téměř stoletou tradici, protože se zde hraje od roku 1925. První fotbalový oddíl byl založen pod názvem Rudá hvězda. První hřiště V Borku bylo písčité. Od roku 1933 se zde kopaná hrála pod Sportovním klubem Albrechtice nad Orlicí. Jeho prvním předsedou byl hostinský František Krb, ten ve funkci působil až do roku 1949. Od té doby nosí klub zelenobílé dresy. V roce 1970 se změnil název na AC Albrechtice. V roce 1991 se po mnohých přejmenováních vrátil albrechtickému fotbalovému klubu název Sportovní klub Albrechtice nad Orlicí. Fotbalisté Albrechtic jsou právem hrdí na areál V Borku se dvěma travnatými hřišti, který byl zrekonstruován v letech 1996-97.
Od roku 1974 se oddíl zúčastňuje fotbalového turnaje obcí Albrechtic pod názvem Štít Albrechtic. V pořadatelství se střídá osm obcí Albrechtice – Velké Albrechtice, Město Albrechtice, Albrechtice u Českého Těšína, Albrechtice u Lanškrouna, Lesní Albrechtice, Albrechtice nad Orlicí, Albrechtice nad Vltavou (od roku 1987), Albrechtice v Jizerských horách a Albrechtice u Mostu (do roku 1983). Pravidelně se zde koncem září koná posvícenské derby mezi Albrechticemi a sousední Novou Vsí, doplněné bohatým doprovodným programem.
V rámci TJ Sokol Albrechtice nad Orlicí (obnovený po roce 1990) lze vyzdvihnout především albrechtický volejbalový tým, a to jak mužský, tak ženský. Oba hrály do roku 2016 na úrovni okresů a stabilně dosahovaly dobrých výsledků. Od sedmdesátých let minulého století se na kurtech za sokolovnou pravidelně konal turnaj O zelenou šišku. V areálu TJ Sokol jsou občanům obce k dispozici také v roce 2016 zrekonstruované tenisové kurty.
V roce 1986 byl v Albrechticích založen oddíl orientačního běhu při základní škole Albrechtice nad Orlicí. Jeho svěřenci dosáhli mnohých významných úspěchů a to v Čechách i v zahraničí – v Polsku, Německu, Dánsku, Norsku a Itálii. V obci byly pořádány velké závody, jako bylo Mistrovství ČSFR a nebo mezinárodní závody s německým Magdeburgem.

### Sbor dobrovolných hasičů
Dobrovolní hasiči mají v Albrechticích dlouhou tradici sahající až do roku 1888. Kromě občasných zásahů, například při povodních nebo požárech v nedalekém okolí, organizují albrechtičtí dobrovolní hasiči také hasičskou soutěž nebo každoroční pálení čarodějnic. V roce 2008 získali hasiči darem od hasičů z partnerského města Wörgl nový hasicí vůz Mercedes 1113.

## Pamětihodnosti
Dominantou vesnice je kostel svatého Jana Křtitele, nedaleko něj je také obecní hřbitov se zvoničkou.

## Partnerská města
- Wörgl, Rakousko

## Další fotografie

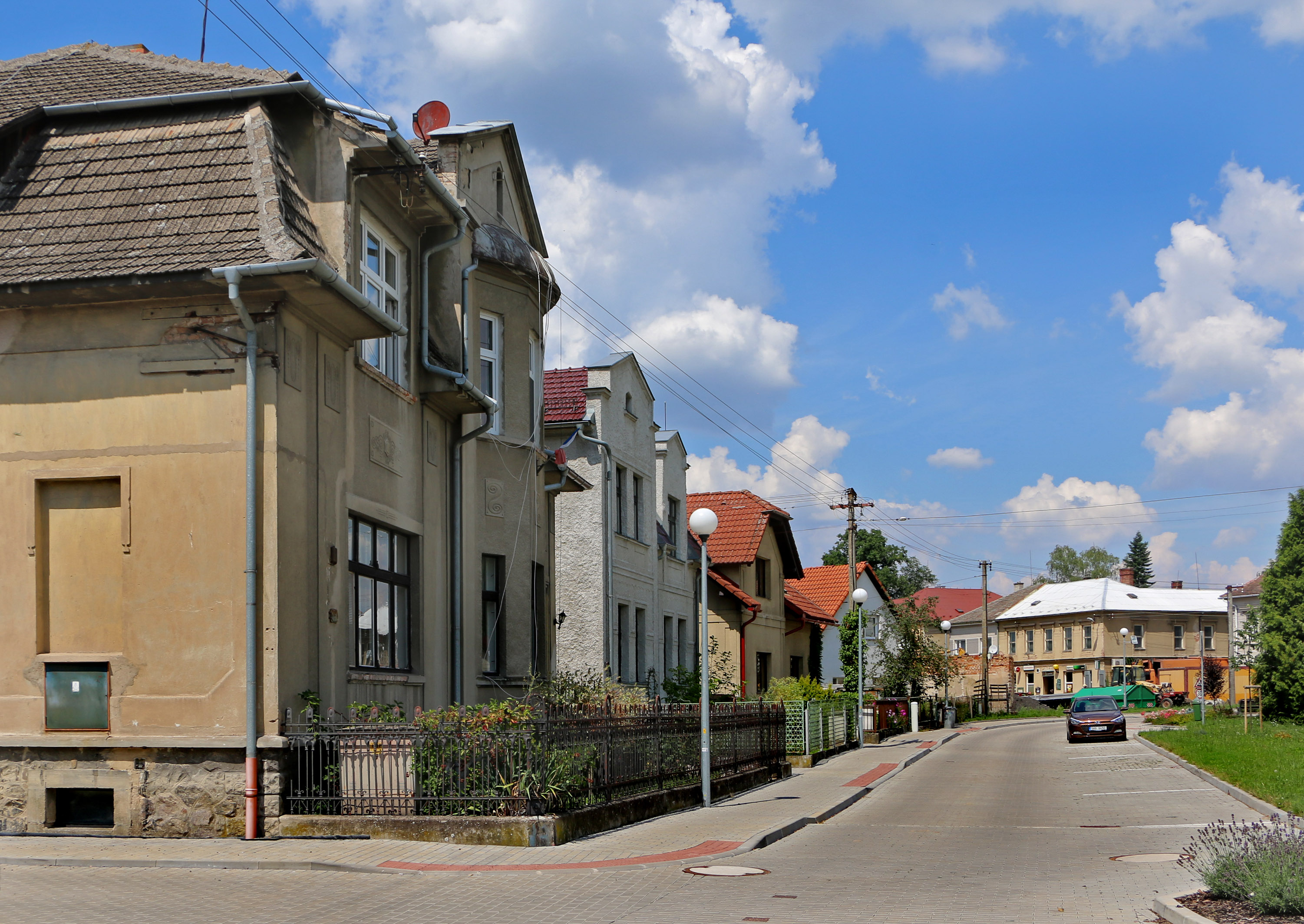
Ulice Na Návsi – centrum obce
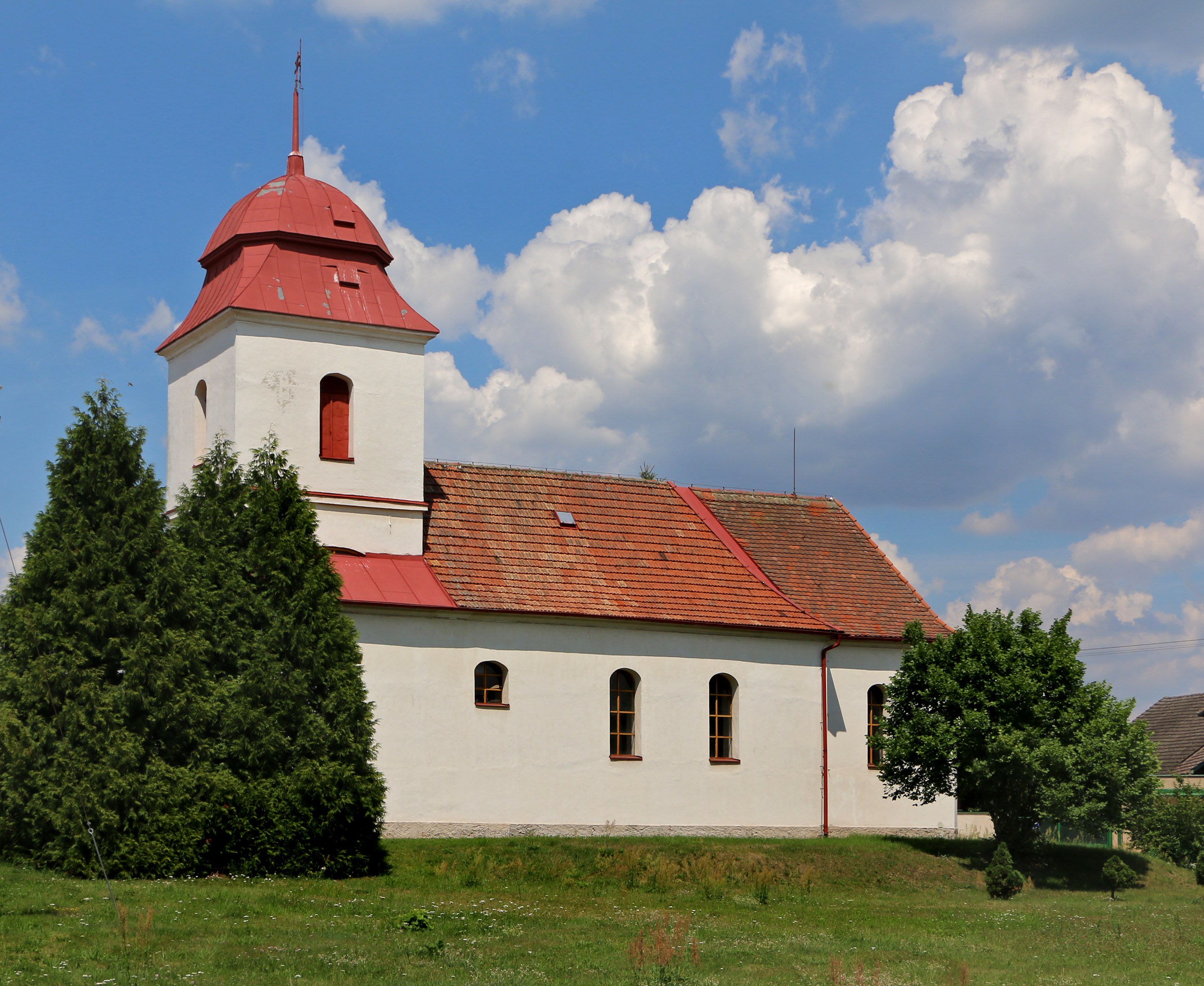
Kostel svatého Jana Křtitele
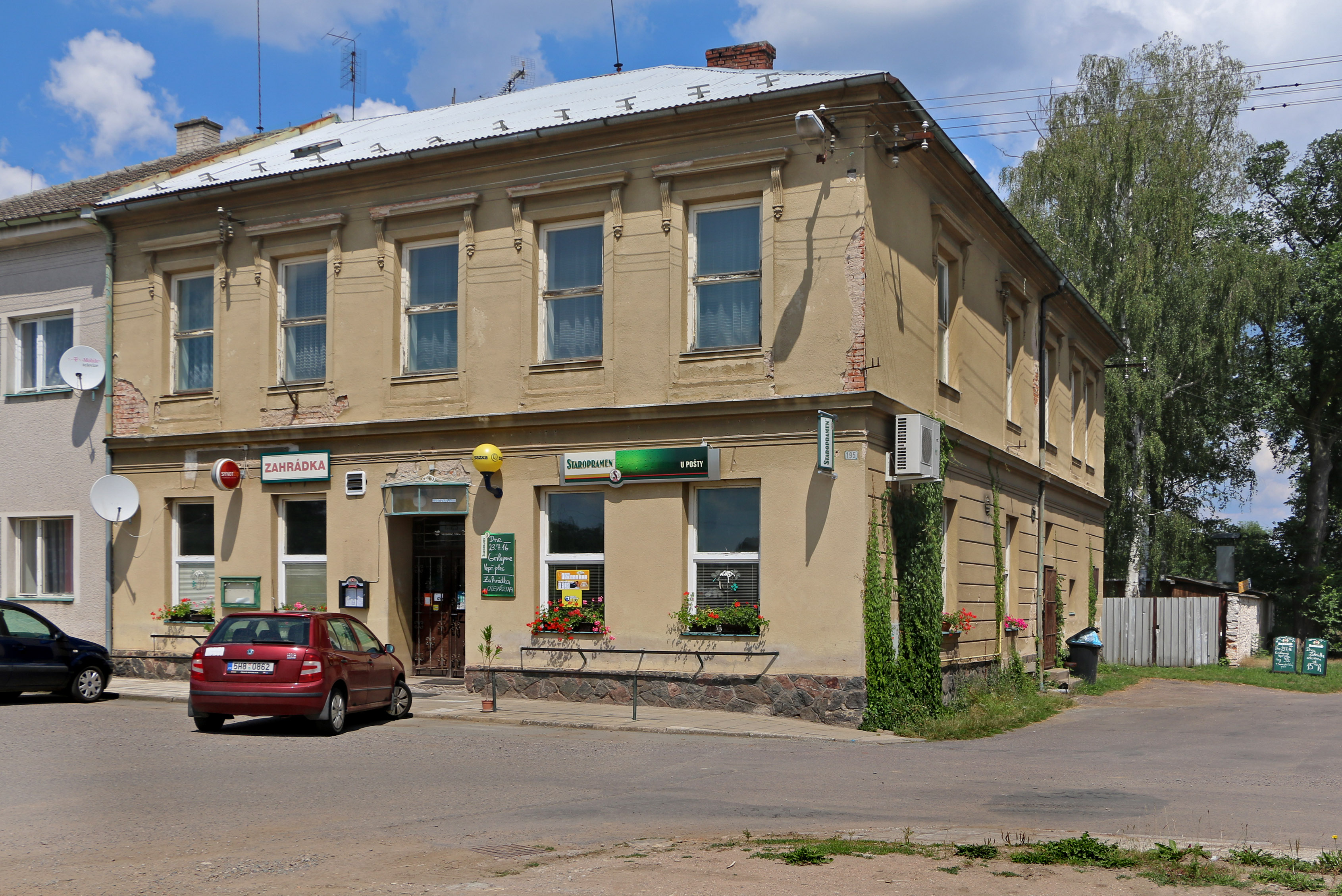
Bývalá restaurace na návsi
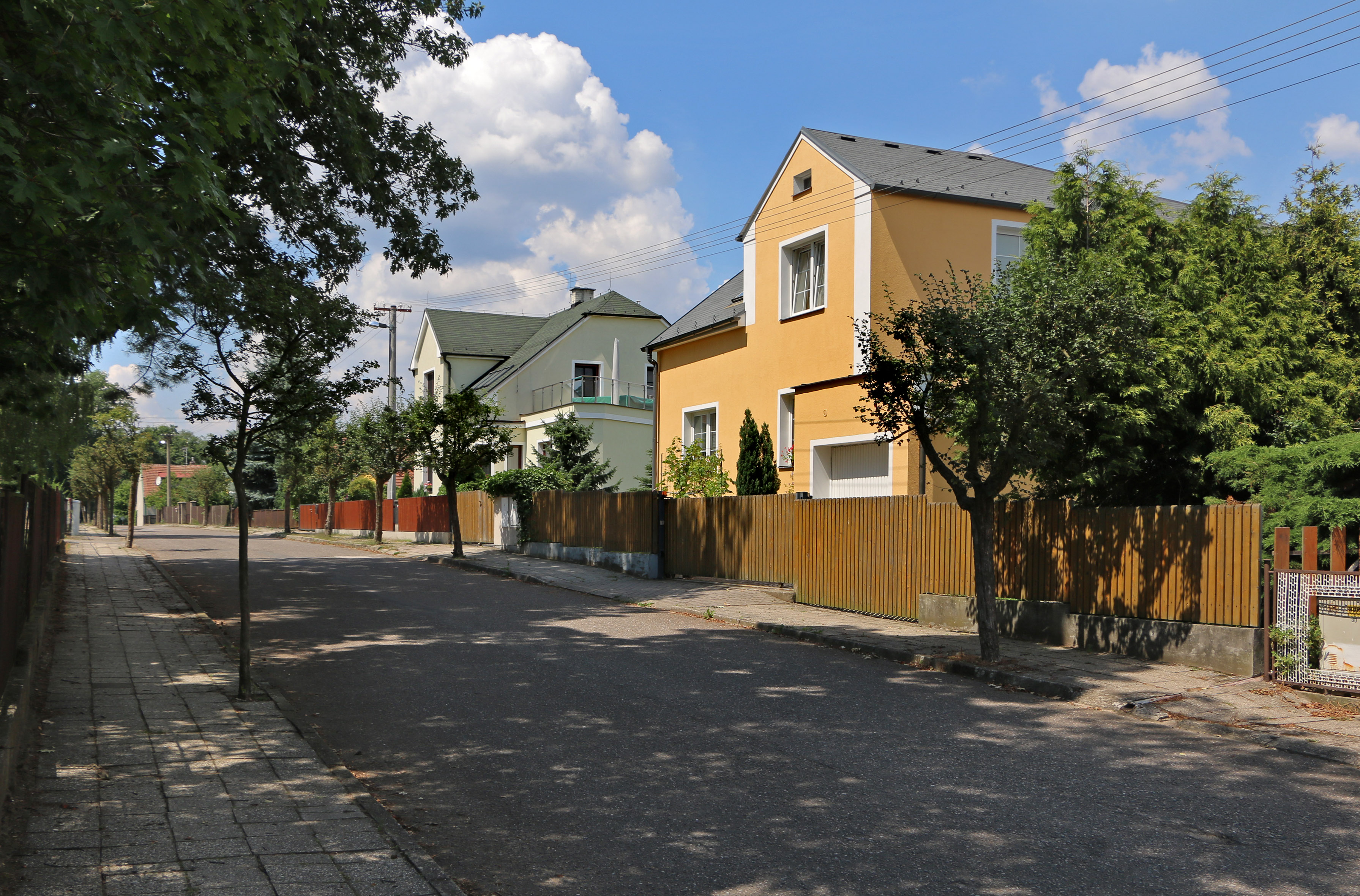
Vilová zástavba v Tyršově ulici
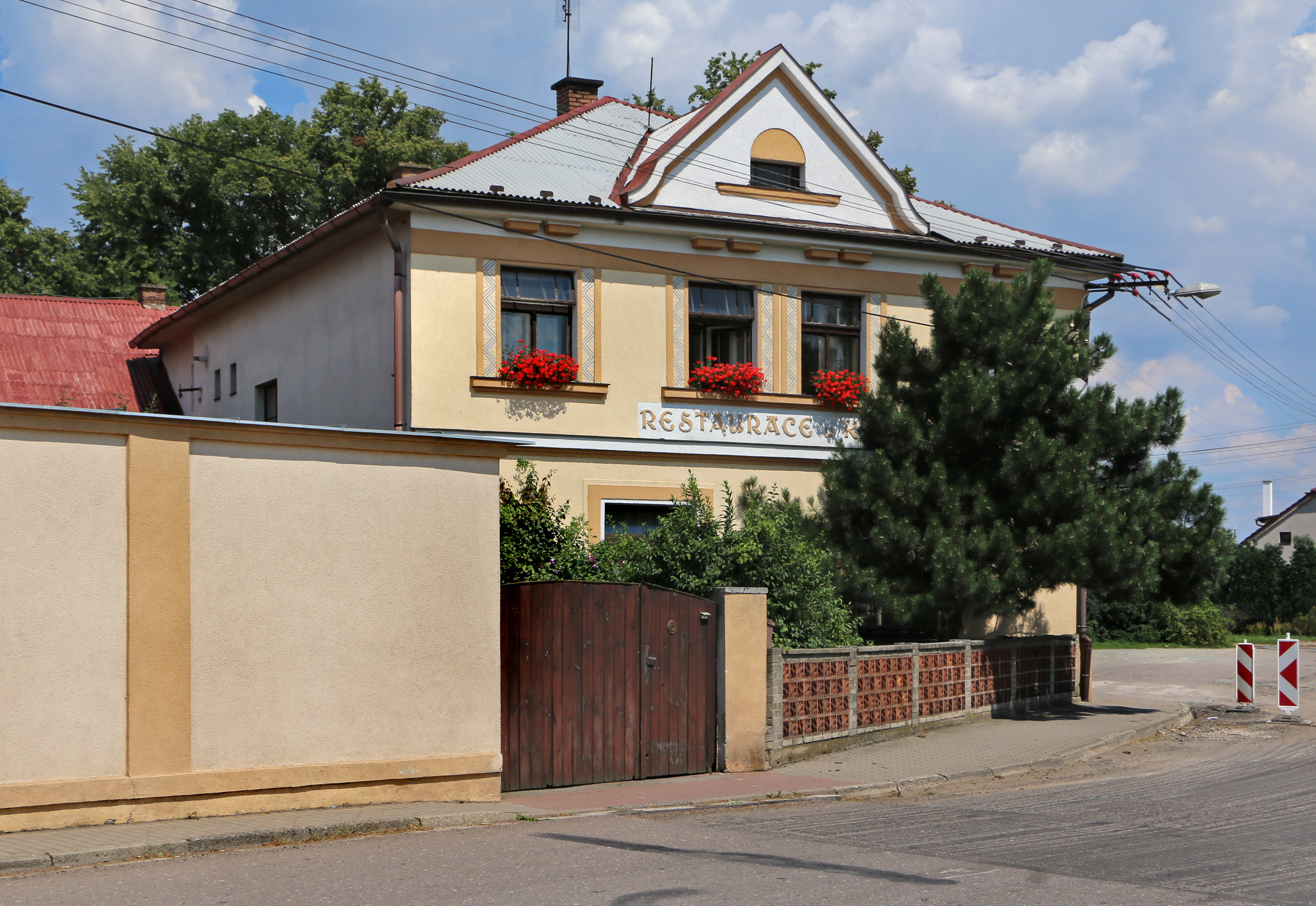
Dům čp. 36
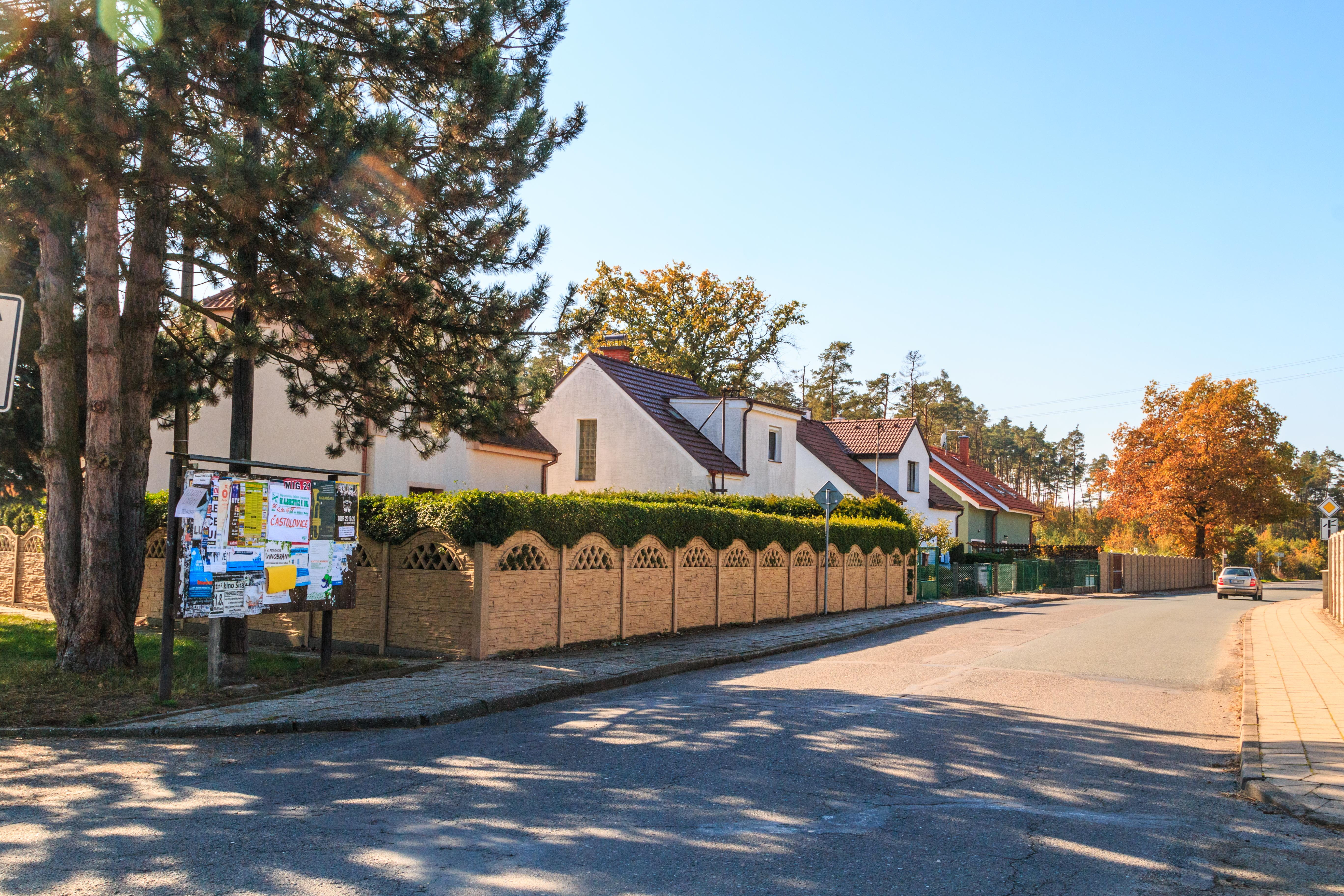
Pardubická ulice
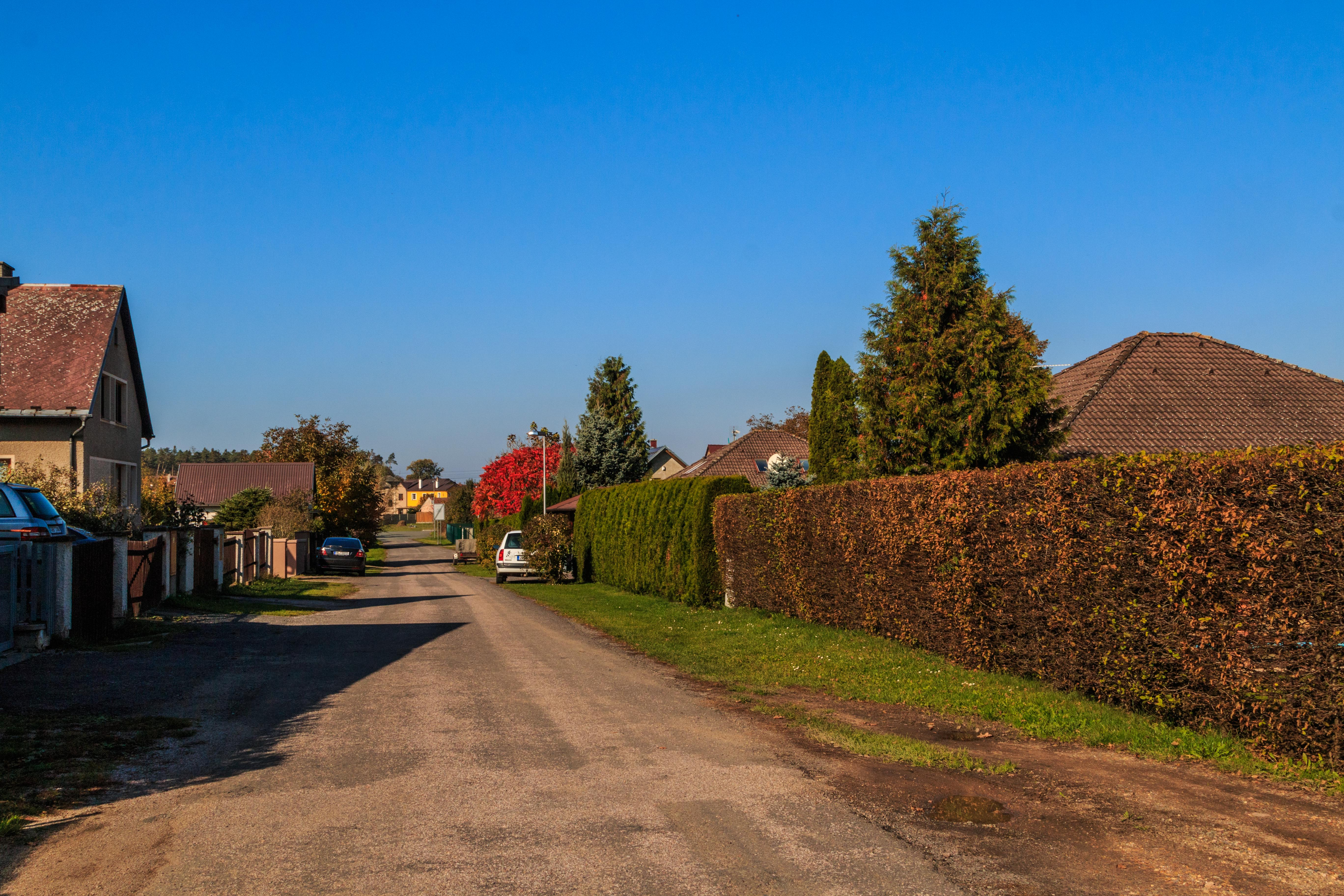
K Soutoku